# Bible d'Olivétan
La Bible d'Olivétan, Bible des Martyrs ou Bible de Serrières, est une traduction de la Bible en français par le calviniste Pierre Robert Olivétan publiée pour la première fois en 1535 à Neuchâtel.
Il s'agirait de la première traduction en français de la Bible qui ne soit pas faite à partir du texte latin de la Vulgate, mais à partir des textes originaux (hébreux et grecs). Cette Bible a donné lieu à de multiples rééditions et révisions, telles que la Bible de Genève.

## Publication
La première édition de la traduction française de cette Bible a souvent été nommée « Bible des Martyrs » par les historiens protestants, en référence aux répressions féroces dont les vaudois furent l'objet.
Elle est aujourd'hui connue sous le nom de « Bible d'Olivétan ».
Elle est publiée le 4 juin 1535 sur les presses de l'imprimerie de Pierre de Vingle, située à Neuchâtel, à la rue des Moulins. En raison sans doute des papeteries présentes dans le vallon de la Serrière, on a longtemps pensé toutefois que l'imprimeur s'était installé dans ce quartier de Serrières à l'est de la ville de Neuchâtel. Traditionnellement, la Bible a de ce fait également été appelée « Bible de Serrières ».

## Influence

Schéma explicatif

La Bible d'Olivétan est une œuvre pionnière qui a constitué un triple événement :
- Dans l'histoire de l'exégèse, par la volonté de revenir à des sources antérieures à celle de la Vulgate (en s'appuyant sur le Nouveau Testament grec d'Erasme[4]) et par le regroupement sous le titre de « Livres Apocryphes » des textes qui ne figuraient pas dans le canon massorétique.
- Dans l'histoire de la théologie qui repose sur le fait que le texte est désormais accessible dans une langue vivante, mais aussi par les notes discrètes qui accompagnent la traduction et qui suggèrent une interprétation.
- Dans l'histoire de la langue française, parce que le traducteur a essayé de rendre compréhensibles, à des lecteurs qui parlaient des dialectes assez différents du français, un certain nombre de notions dans les domaines de la théologie et de l'exégèse[5].

## Plan
L'une des originalités de la Bible d'Olivétan, par rapport aux éditions de la Vulgate de cette époque qui comportent deux ou trois parties (Ancien Testament, Nouveau Testament et livres deutérocanoniques détachés ou non de l'Ancien Testament), réside dans son plan en quatre parties :
| Numéro de la section | Nom de la section                                             | Nombre de pages |
| -------------------- | ------------------------------------------------------------- | --------------- |
| -                    | Textes liminaires (préface, « Apologie du traducteur », etc.) | 4               |
| 1                    | Ancien Testament (sans les Livres prophétiques)               | 93              |
| 2                    | Livres prophétiques                                           | 33              |
| 3                    | Apocryphes                                                    | 30              |
| 4                    | Nouveau Testament                                             | 39              |
| -                    | Tables                                                        | 14              |

Une telle disposition fut adoptée afin de permettre un tirage compris entre 600 et 1 300 exemplaires (mais très vraisemblablement 900), en utilisant deux presses en parallèle, sur un délai de trois mois environ.
Dans cette version de la Bible, Pierre Robert Olivétan utilise le terme « l'Éternel » pour traduire le tétragramme יהוה de la bible hébraïque, mais conserve, à quelques endroits, la forme Jéhovah.

## Typographie
La première édition de la Bible d'Olivétan, réalisée par Pierre de Vingle, à Serrières sur un matériel dépassé qui utilise des fontes d'écriture gothique bâtarde qui ne possèdent pas d'accent, pas de virgule et qui ne connaissent pas le trait d'union. Cela ne satisfaisait certainement ni Pierre Robert Olivétan qui avait, dès 1533, dans l'« Instruction dés enfants », avait indiqué ses préférences pour ce qui constituait alors des innovations dans l'écriture du français, ni de Guillaume Farel qui, après la mort de Pierre de Vingle, incite un imprimeur vaudois des environs de Suse, nommé Jean Girard (ou Jean Gérard) à s'installer à Genève avec ses presses dotées de caractères dernier cri, ni le Conseil de Genève qui marque, dès 1539, sa préférence pour la production de Jean Girard.

## Un échec commercial

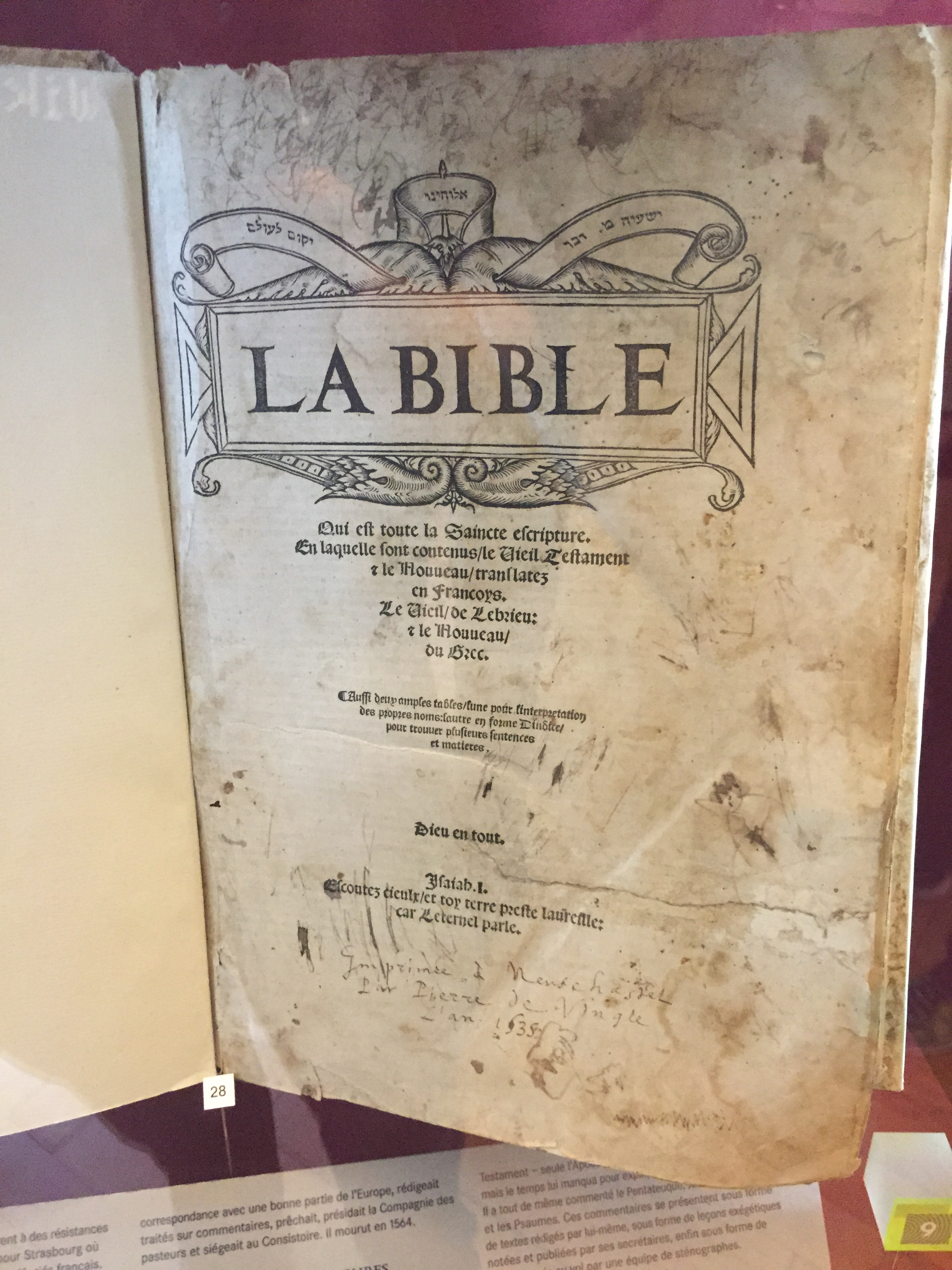
Bible en français par Olivétan - août 2015 - musée international de la Réforme

La Bible d'Olivétan se vend mal. À la mort de Pierre de Vingle, en 1536, son successeur en affaires, l'imprimeur genevois Jean Michel rachète non seulement son matériel, mais sa production invendue qui comprend « certaine quantité de bibles et d'autres livres ». La typographie que Pierre de Vingle et Jean Michel utilisent est la principale cause de cet échec commercial : l'écriture gothique bâtarde, encore courante dans l'édition de langue française vers 1535, en a quasiment disparu cinq ans plus tard.
Les acheteurs potentiels de la deuxième moitié des années 1530 partageaient déjà un peu l'impression d'écriture surannée et difficile à lire que les lecteurs d'aujourd'hui éprouvent face à cette édition. Ceci explique sans doute aussi le grand nombre d'exemplaires intacts, par comparaison avec la Bible de Gutenberg, par exemple, de la Bible d'Olivétan qui ont été conservés : ils ont très peu servi. La Bible d'Olivétan a été, quasiment dès sa parution, un ouvrage prestigieux par son ancienneté mais qui a été remplacé, dans l'usage quotidien, par des éditions plus accessibles aux lecteurs. Paul Stapfer, pourtant peu enclin à la clémence envers le mauvais français, considère néanmoins qu'elle est la plus fidèle au texte original.

## Révisions posthumes de la Bible d'Olivétan

### «Bible de l'Épée» et autres rééditions

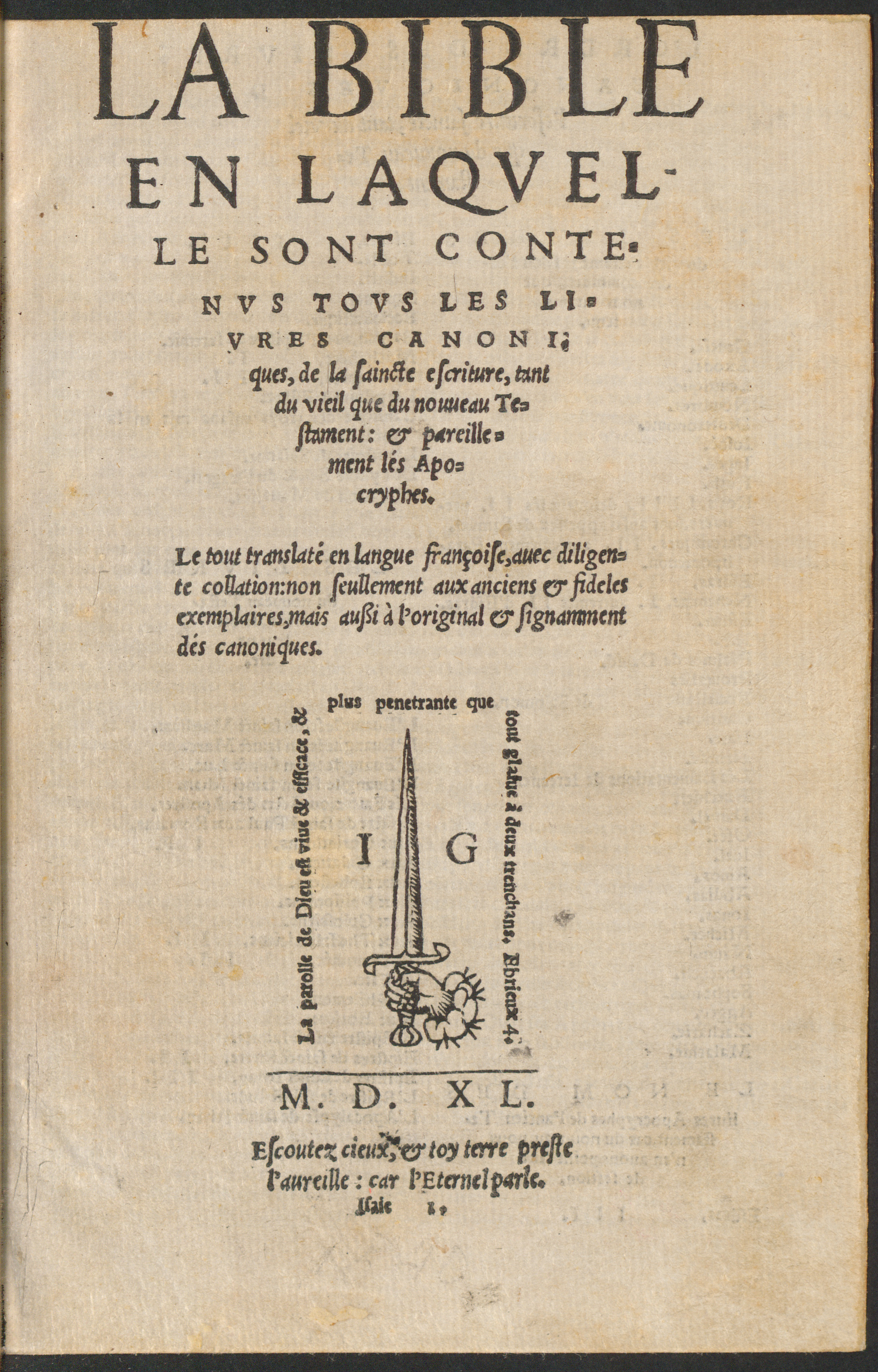
Bible dite « Bible de l'Épée », 1540

La Bible d'Olivétan, assortie de quelques corrections du Nouveau Testament, est republiée chez Jean Girard, à Genève, en 1540 avec une page de garde qui porte une main qui dresse une épée vers le ciel. Ce dessin est la marque de l'imprimeur, mais il vaut aux éditions qui sont successivement publiées sous la supervision de Jean Calvin et Théodore de Bèze, le nom de « Bible de l’Épée » ou « Bible à l'Épée ». Jean Girard, dès son installation à Genève, vers 1536, n'imprime qu'en caractères romains. Dans les ouvrages sortis de ses presses, les minuscules portent des accents, la virgule est utilisée pour la ponctuation,.
En 1546, Calvin publie la première révision de la Bible d'Olivétan, ; il y ajoute « une préface maintes fois reprise dans la suite de l’édition biblique. » En 1553 Robert Estienne publie une édition de la Bible d'Olivétan,; après avoir en 1552 édité le Nouveau testament bilingue en moyen français avec texte latin en regard, imprimé in-octavo en garalde ce qui le rend très accessible, sous l'enseigne de l'Olivier, à Genève.
C'est sur cette édition de 1553 de Robert Estienne que seront ajoutés, toujours en 1553, les numéros de versets.
Une révision de la Bible d'Olivétan paraît en 1560 ; c'est Calvin qui se charge des révisions du texte d'Olivétan.
La Bible d'Olivétan fut traduite en anglais en 1562.

### La Bible de Genève
On considère que l'édition qui devint la Bible de Genève est soit l'édition de la Bible d'Olivétan publiée en 1562,, soit la révision de 1588 de la Bible d'Olivétan, par Théodore de Bèze,.
L'objectif de ces révisions est principalement de gommer les expressions qui induisent des polémiques dans le controverses doctrinales et théologiques qui sont le lot des églises calvinistes et qui perdurent même au-delà du Synode de Dordrecht. La Bible de 1588 est réimprimée pendant cent ans, à Lyon, à Caen, à Paris, à La Rochelle, à Sedan, à Niort, aux Pays-Bas, à Bâle, et en Suisse romande. Le français évolue rapidement au cours de cette période, et le texte finit par devenir incompréhensible pour les fidèles. Pierre Bayle raconte, en 1675, les remarques d'un conseiller catholique de Sedan qui lui rapporte les critiques de religieux catholiques qui sont allés écouter Pierre Jurieu prêcher, et qui ont été abasourdis d'entendre des expressions, tirées de la Bible, comme : « guerroyer le bon combat » (2 Timothée 4:7), « l'iniquité d'Ephraïm est enfagotée » (Osée 13:12), « offrir les bouveaux de nos lèvres » (Osée 14:2). Pierre Bayle entreprend, en collaboration avec l'oratorien Richard Simon, une nouvelle traduction, mais la Révocation de l'édit de Nantes empêche sa publication[réf. à confirmer].

#### La Bible de David Martin

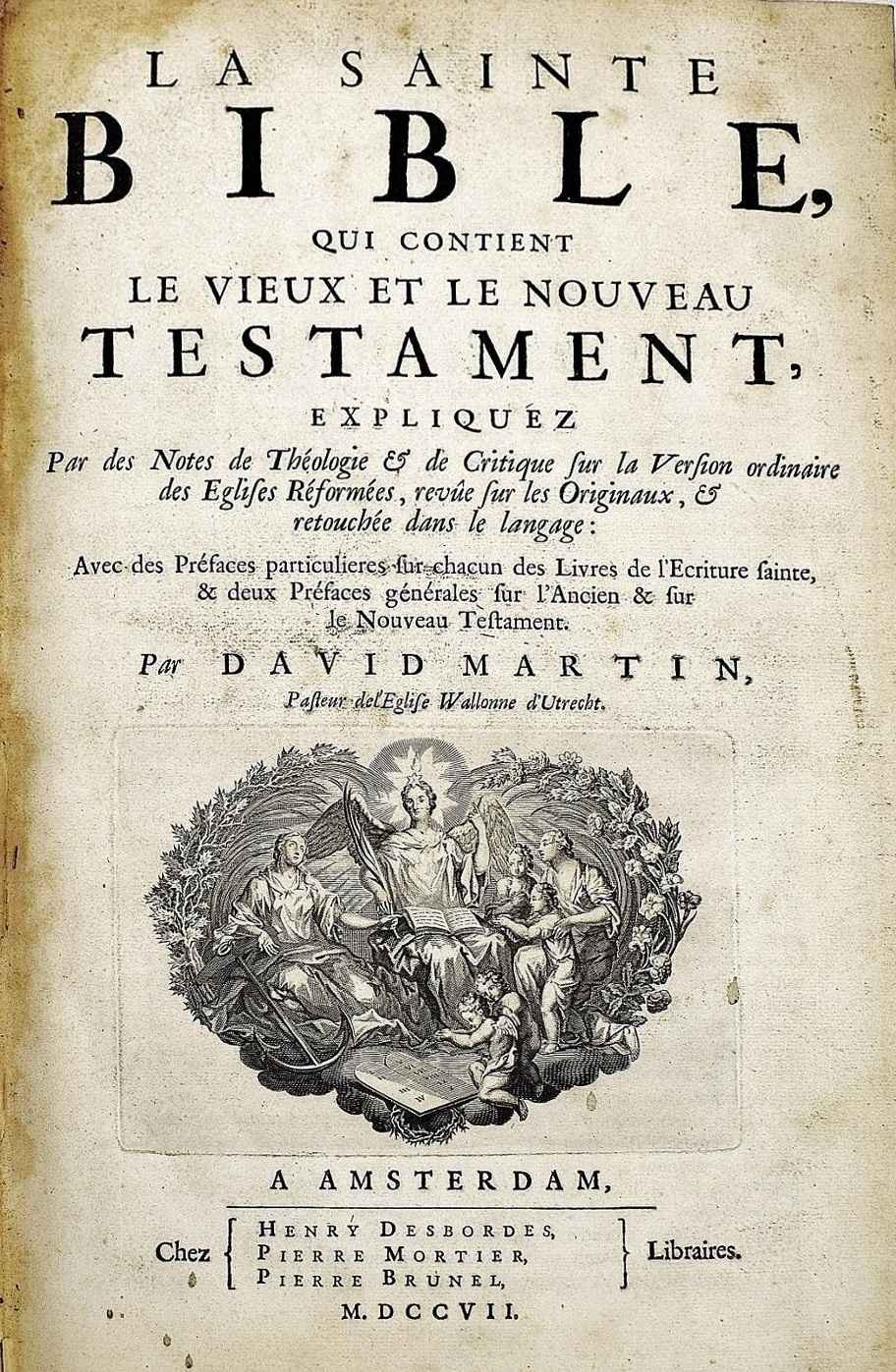
La Bible Martin, 1707

Le Synode des Églises wallonnes charge, à la fin du XVIIe siècle, David Martin de mettre au point une nouvelle traduction. Sa Bible est « une révision trop littérale de la Bible de Genève, en un français pas toujours très correct ». Il publie sa traduction du Nouveau Testament en 1696, et celle de la Bible complète en 1707. David Martin, dont l'érudition est grande, accompagne le texte de la Bible de nombreuses notes, mais le texte lui-même mérite parfois, selon Paul Stapfer, le qualificatif de galimatias.

#### La «Bible d'Ostervald»
En 1744 est publiée la révision de la « Bible de Genève » par Jean-Frédéric Ostervald et dont le succès est inouï. Elle fait, à son tour, l'objet de révisions pendant tout le XIXe siècle. Auparavant, des rééditions de la Bible Martin avaient vu le jour « en 1722 à Amsterdam, en 1724 à Rotterdam et à Genève. Ces deux éditions de 1724 comportent "les nouveaux arguments et les nouvelles réflexions" de Jean-Frédéric Ostervald déjà publiées par leur auteur en 1720. Bien entendu ces ouvrages de 1724 contiennent quelques corrections ; mais il ne faut pas les confondre avec la Bible d'Ostervald qui paraîtra en 1744. »